# Giuseppe Sciuti
Giuseppe Sciuti (Zafferana Etnea, Sicília, 26 de febrer de 1834 - Roma 13 de març de 1911) va ser un destacat pintor italià lligat a la cultura clàssica, especialment la romana. Després de la seva mort, es va erigir un bust de marbre davant l'ajuntament de Zafferana.

## Biografia

### Primera època
El seu pare, un farmacèutic, va insistir el fill que continués l'ofici. Però al final va cedir i va permetre a Giuseppe d'estudiar art. Més tard, amb una petita beca del pare va anar a Catània. Allà va treballar sota les ordres de Giuseppe Destefani, escenògraf, durant sis mesos. També va estudiar amb el pintor ornamental Giuseppe Rapisardi. Més tard es va unir a l'estudi del pintor Antonino Gandolfo.  A l'edat de 18 anys, esperava viatjar a les grans ciutats com Florència o Roma per seguir els estudis, però una erupció de l'Etna va destruir les granges del seu pare, i va deixar la seva família empobrida. Giuseppe es va veure obligat a treballar per Giuseppe Spina, un pintor decoratiu local.
Després d'onze anys d'aquest treball, i gràcies a certa frugalitat, va rebre una beca del municipi de Catània i va poder viatjar a Florència, on va pintar: La vídua i El traït, que després va exposar a Catània, tots dos adquirits pel Govern de la Ciutat. Tornant a Catània va completar treballs de decoració. Després de dos anys va deixar aquesta tasca i es va dirigir a Nàpols, on va mostrar l'obra Una temptació a l'exposició anual de la Società Promotrice. Va pintar un quadre titulat Vosaltres mares del país que mostrà un gran progrés en la seva tècnica; Els presoners després de la capitulació de Castelnuovo; i Un episodi durant el saqueig de Catània, exhibit a la Mostra annuale della Società Promotrice de Nàpols. Va exposar a Gènova: La pau nacional (1870)

### Segona etapa i neo-pompeianisme

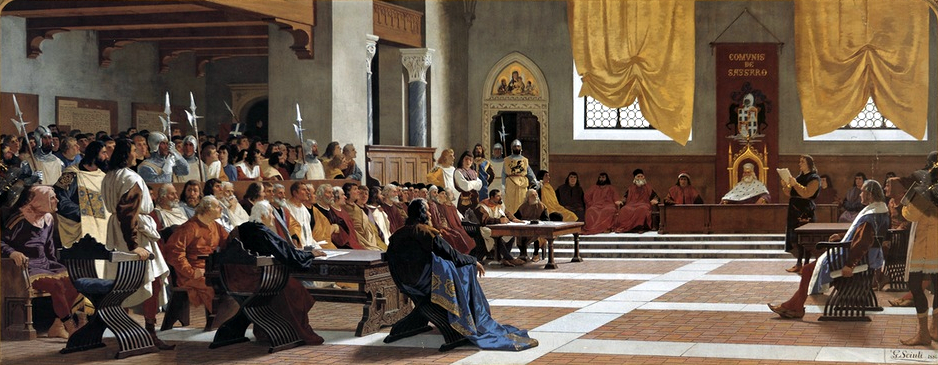
Proclamació de la República Sassarese, 1880

A més de pintures que representessin temes patriòtics i de gènere, després de la dècada de 1870, també es va especialitzar en la pintura romana i grega (neo-pompeianisme). Va pintar un gran llenç Píndar exalta el guanyador dels jocs olímpics exhibit en l'Exposició Nacional de Milà, i que va donar a l'Acadèmia de Brera. També va exhibir aquesta pintura a l'Exposició Universal de Viena, on va guanyar una medalla. El funeral de Timoleó (comprat per la ciutat de Palerm) i Unes esposalles gregues (comprat per la galeria Brera a Milà). En 1875 des de Nàpols es trasllada a Roma, i a l'any següent guanya un concurs públic per dissenyar frescos per al Saló del Consell Provincial de Sàsser, que consta de dues pintures històriques: Proclamació de la República Sassarese i L'entrada triomfal de Gian Maria Angiol de Sàsser. També va pintar en aquesta ciutat, en 1877: Una lliçó de geografia (també anomenat Li Gioie della Buona Mamma), exhibit en l'Exposició de Melbourne; La cursa a peu i Després del dinar d'un antic romà, exhibit a la Mostra Artística de Milà. El Timoleó i Píndar estaven destinats a la sala del Senat en Roma. En el seu La Victòria Completa, representa el moment en què l'exèrcit sicilià comença a derrotar l'exèrcit cartaginès d'Amílcar Barca. Va ser exhibit i venut el 1888 dins de l'Exposició Italiana de Londres. En 1890, va pintar l' Episodi de l'expedició de Pisacane a Sapri. També va pintar dos grans sipari, cortines de teatres, del Teatre Massimo de Catània amb El triomf de Catània sobre els libis (1883) i del Teatre de Palerm amb la Fugida de Ruggero I del Palau Reial.

### Últimes obres

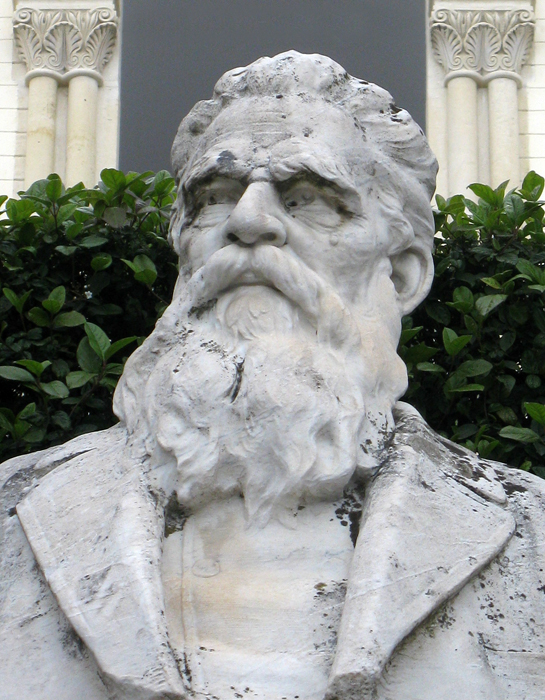
Bust de Giuseppe Sciuti a Zafferana Etnea.

El 1896, va tornar a pintar el sostre d'una cúpula de la Basilica della Collegiata. També va produir la gran obra Benestar i l'Art, ara a Zafferan Etnea. Entre el 1902 i el 1905, Sciuti va pintar els sostres de set habitacions al Palazzo Calanna de Acireale, amb una fresc que incloïa la Batalla d'Aquili. En 1905, va compondre els frescos de la capella privada del Baró Pennisi de Floristella, amb vuit medallons.
Va iniciar en 1905 el fresc de la Catedral de Acireale, treball que va realitzar fins a 1907 al costat del seu alumne Primo Panciroli. A aquest treball va representar l'Orquestra dels Àngels, El Cor de les Verges, La Glòria dels Àngels amb els Símbols de Santa Venera, una Anunciació, Fe i Sant Pare i Profetes. També va decorar l'Església del Sagrat Cor de Jesús dedicada a Anata Venerina a Acireale, els sostres de Palazzi Musumeci i Nicolosi, i el sostre del saló del palau de la ciutat de Acireale.
Va morir a Roma, el 13 de març de 1911, a la casa de Via de 'Villini prop de la Porta Pia, als 77 anys. Abans de la seva mort, Giuseppe Sciuti va preferir la representació de grans esdeveniments històrics i famoses batalles; sempre tenia la intenció de compondre grans escenes amb varietat de detalls. L'historiador d'art Corrado Ricci, en conèixer la notícia de la seva mort, va declarar: «Ploro intensament la mort de l'artista, il·lustrador i vivificador de la història.»